# Catedral de San Juan Bautista (Niterói)
La Catedral de San Juan Bautista o bien la Catedral Metropolitana de Niterói (en portugués: Catedral São João Batista) Es un templo católico de estilo colonial tardío en la ciudad de Niterói, en estado de Río de Janeiro al sur de Brasil. Se encuentra en el Jardín São João, conjunto de plazas ajardinadas en el centro histórico de la ciudad. Es la catedral de la arquidiócesis de Niterói.
Tiene dos campanarios y una rica decoración religiosa.
Con la creación de la Villa Real de Praia Grande, en Niterói, en 1819, fue diseñada para construir una nueva sede al frente del pueblo.
El terreno se obtuvo de una donación en 1821 que la recibió la Hermandad de San Juan Bautista, que existe desde 1742. En 1831, siendo vicario Fr. Tomaz Aquino, fue bendecido el nuevo templo, para lo cual se movió el Santísimo Sacramento y las imágenes que se encontraban en la iglesia de Nuestra Señora de la Concepción. Fue declarada catedral en 1908.